# Serotonina (novela)
Serotonina es la séptima novela del escritor francés Michel Houellebecq publicada por primera vez el 4 de enero de 2019 en Francia y cinco días más tarde en España, Alemania e Italia con una tirada de 320.000 ejemplares. Tras su publicación, la novela alcanzó la primera y segunda posición en las listas de ventas en Francia y España (Anagrama), respectivamente.
La novela ha generado controversias por parte de la crítica que la tilda de cruel, obsesiva, descuajada, errante, misógina y empapada de prejuicios, encabezada por un protagonista miserable pero honesto en el análisis de su decadencia y, por ello, desternillante a ratos y tierna cuando se descuida.

## Sinopsis
Florent-Claude Labrouste, cuyo nombre detesta, tiene cuarenta y seis años y se medica con Captorix, un potente antidepresivo que desprende serotonina y acarrea tres efectos adversos: náuseas, desaparición de la libido e impotencia. A pesar de trabajar en el Ministerio de Agricultura, su vida parece no encontrar sentido y, tras descubrir unas cintas pornográficas de su novia japonesa, decidirá abandonarla y renunciar a su oficio en la búsqueda de su pasado idealizado. Recorrerá una Francia en crisis que atraviesa un periodo crítico económico de revueltas agrónomas, a la vez que rememora sus relaciones fallidas mientras su masculinidad y deseo sexual se desvanece. Acabará reencontrándose con un viejo amigo aristócrata, aprenderá a manejar un fusil e intentará redescubrir su juventud mientras filosofa y despotrica del mundo que lo rodea.

## Controversia
Houellebecq es uno de los personajes más queridos por la literatura francesa contemporánea, pero también de los más detestados por el mundo intelectual. Su lenguaje misógino, su actitud rebelde y sin tapujos han generado múltiples críticas. Tras la publicación de Las partículas elementales (1998) fue criticado por cosificar la figura de la mujer; después de publicar Plataforma (2001), le atribuyeron de hacer apología a la apuesta del turismo sexual; pero el súmmum de sus críticas se produjo tras la venta de Sumisión (2015), donde describía una Francia apocalíptica regida por el islam.
Otra vertiente afirma que en realidad Houellebecq no es sino un dandi, la figura romántica, cínica e imperturbable de un polemista. Su obra transita entre el retrato de la realidad y la crítica pseudoficticia del mundo que le rodea. Golpea todo aquello que la cultura occidental no se atreve a plantear: el sexo, el alcoholismo, las drogas y la política; catalogado por la opinión pública como "L'enfant terrible de las letras francesas".

### Chalecos Amarillos

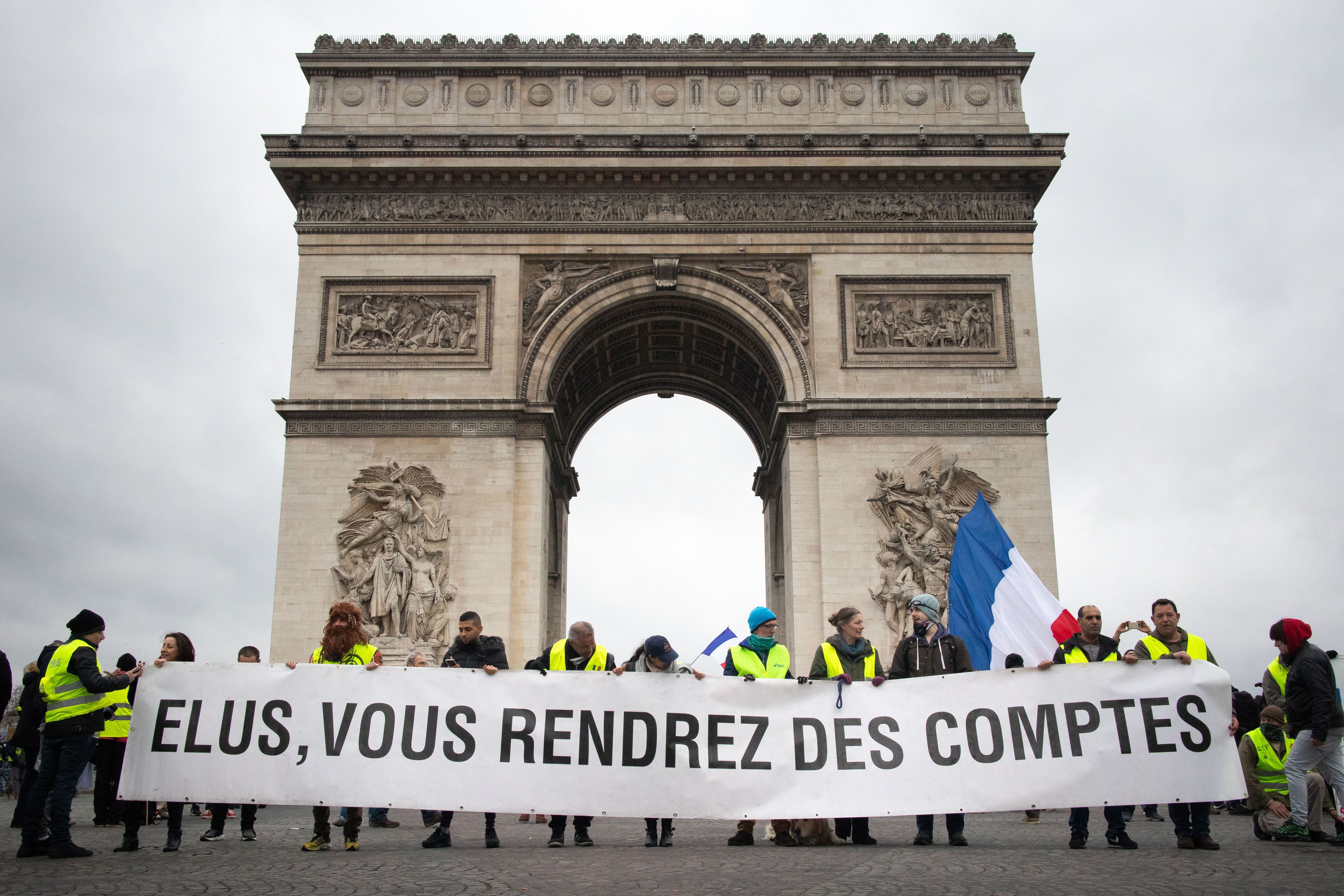
La pancarta reza: "políticos: tendrán que rendir cuentas".

El movimiento de los chalecos amarillos es un movimiento social de protesta que se formó en Francia a partir del mes de octubre de 2018. Serotonina fue escrita meses antes del nacimiento del movimiento, el escritor parece haberse anticipado a los acontecimientos que personifican el grito de auxilio de la Francia agrícola profunda, al que ningún miembro político tomó en cuenta. No obstante, la inquietante radiografía que Houellebecq prelude no es casualidad. En Sumisión presagia el ascenso a la política de un partido musulmán, obra que había sido publicada el mismo día en el que murieron 12 personas y 11 resultaron heridas cuando dos islamistas acometieron con fusiles de asalto en la redacción de la revista satírica Charlie Hebdo.